# Thysanopyga subpusaria
Thysanopyga subpusaria är en fjärilsart som beskrevs av Herrich-Schäffer 1870. Thysanopyga subpusaria ingår i släktet Thysanopyga och familjen mätare. Inga underarter finns listade i Catalogue of Life.